# Ronnie del Carmen
Ronnie del Carmen (31 de dezembro de 1959) é um designer, diretor, escritor e roteirista filipino.  Tornou-se conhecido por trabalhar em animações da Pixar, como Inside Out, o qual lhe rendeu uma indicação ao Oscar de melhor roteiro original em 2016.

## Filmografia

### Cinema
| Ano  | Título                             |
| ---- | ---------------------------------- |
| 1993 | Batman: Mask of the Phantasm       |
| 1998 | The Prince of Egypt                |
| 2000 | The Road to El Dorado              |
| 2000 | Batman Beyond: Return of the Joker |
| 2000 | Spirit: Stallion of the Cimarron   |
| 2003 | Finding Nemo                       |
| 2005 | One Man Band                       |
| 2006 | Ratatouille                        |
| 2008 | WALL·E                             |
| 2009 | Up                                 |
| 2009 | Dug's Special Mission              |
| 2012 | Brave                              |
| 2013 | Monsters University                |
| 2015 | Inside Out                         |

### Television
| Ano     | Título                      |
| ------- | --------------------------- |
| 1990    | Widget, the World Watcher   |
| 1991    | Where's Wally?              |
| 1992-95 | Batman: The Animated Series |
| 1995    | Freakazoid!                 |